# Индриксон, Арнольд
Арнольд Петер Индриксон (латыш. Arnolds Pēteris Indriksons, 20 августа [1 сентября] 1893, Рига — 27 июня 1941, Москва) — российский легкоатлет, выступавший в беге на средние дистанции. Участник летних Олимпийских игр 1912 года.

## Биография
Арнольд Индриксон родился 1 сентября (20 августа по старому стилю) в российском городе Рига (сейчас в Латвии).
Выступал в легкоатлетических соревнованиях за 2-й Рижский велосипедный клуб. В 1912 году стал серебряным призёром чемпионата России в беге на 400 метров с результатом 57,0 секунды.
В 1912 году вошёл в состав сборной России на летних Олимпийских играх в Стокгольме. В беге на 1500 метров занял 6-е место в полуфинале.
Участвовал в Первой мировой войне. Был офицером русской императорской армии.
После войны работал в дирекции бумажной фабрики в Лигатне.
В сентябре 1940 года, после того как Латвия вошла в состав СССР, был арестован.
Расстрелян 27 июня 1941 года в Бутырской тюрьме в Москве.

## Личные рекорды
- Бег на 800 метров — 2.09,0 (1914)[2]
- Бег на 1500 метров — 4.26,4 (1914)[2]

## Семья
Отец — Юрий Индриксон, купец.
Мать — Карлин Индриксон (в девичестве Эзериня).